# Külüllü (İsmayıllı)
Külüllü è un comune dell'Azerbaigian situato nel distretto di İsmayıllı.